# Leïla Sebbar

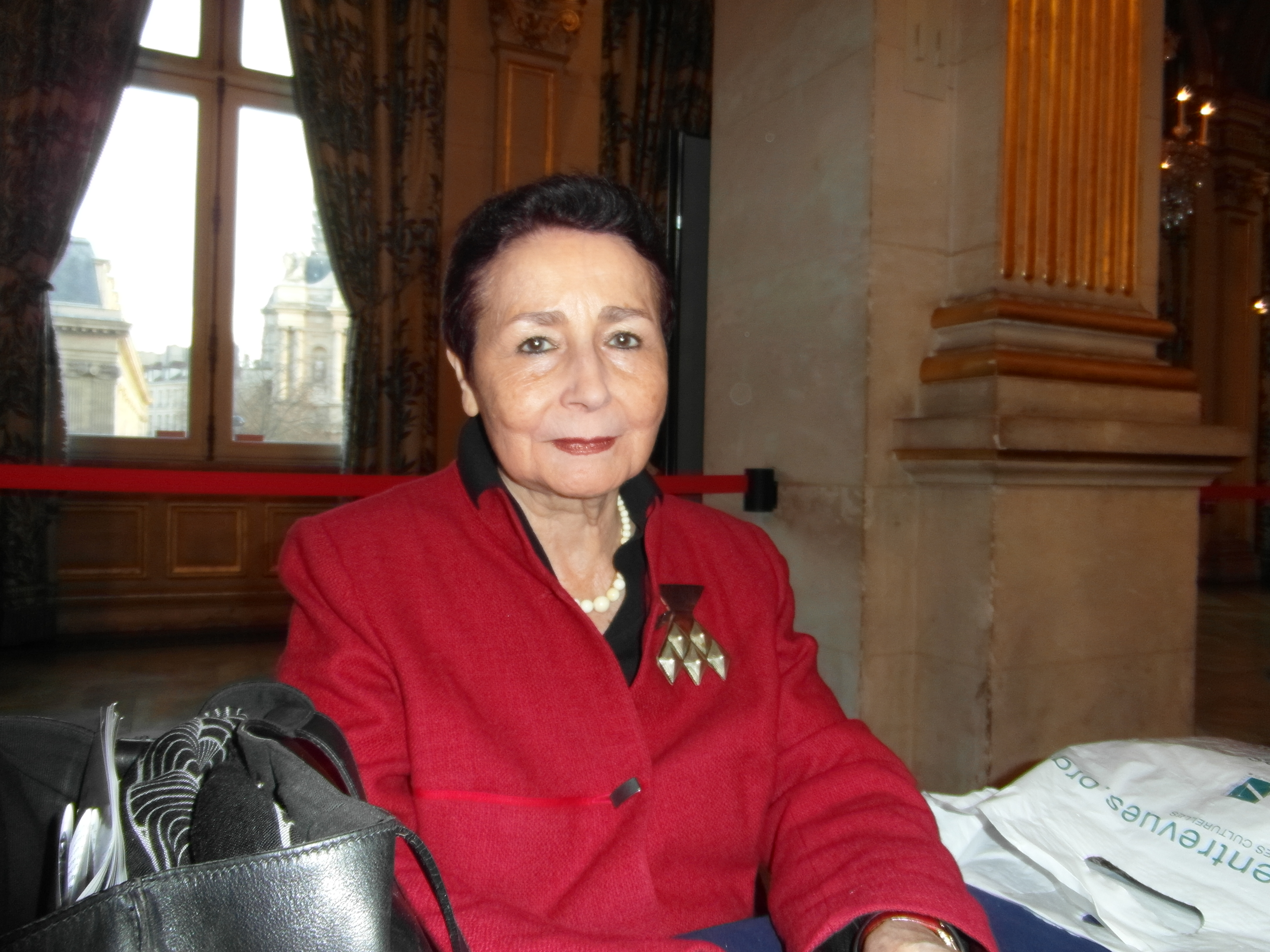
Leïla Sebbar (2014)

Leïla Sebbar (arabisch ليلى سيبار, DMG Lailā Sībār, geboren 19. November 1941 in Aflou, Algerien) ist eine französische Schriftstellerin und Journalistin, die sich in ihrem Werk intensiv mit ihrem Geburtsland Algerien auseinandersetzt.

## Leben
Ihr Vater, ein algerischer Lehrer, wurde vom Vichy-Regime in die Region des Hochlandes von Aflou verbannt. Ihre Mutter, eine französische Lehrerin, stammte aus der Dordogne. Sebbar wuchs zunächst in Algerien auf. Während des Algerienkriegs besuchte sie das Internat des Collège et des Lycée in Blida und Algier. Sie verbrachte ein Jahr in der Khâgne in Algier am Lycée Bugeaud, bevor sie 1962 Algerien verließ, um ihr Studium in Frankreich aufzunehmen und sich in Paris niederzulassen. Ihre Eltern zogen 1970 ebenfalls nach Frankreich.
Sebbar studierte lettres modernes (moderne Sprachen und Literatur) zunächst in Aix-en-Provence und später an der Universität von Paris (Sorbonne). 1974 veröffentlichte sie ihre Doktorarbeit mit dem Titel Le Mythe du bon nègre dans la littérature du XVIIIe siècle („Der Mythos des guten Negers in der Literatur des 18. Jahrhunderts“). Anschließend arbeitete sie als Lehrerin für Literatur in Paris, widmete sich aber auch dem Schreiben.
Sebbar ist Autorin von Essays, Reisetagebüchern, Erzählungen, Literaturkritiken, Sammlungen unveröffentlichter Texte, Kurzgeschichten und Romanen. Themen in ihrem Werk sind vor allem das Exil und die Beziehungen zwischen Orient und Okzident.
Außerdem arbeitete sie fünfzehn Jahre lang für France Culture (Panorama), für das Magazine littéraire und La Quinzaine littéraire.
Ihr Archiv ist im Institut mémoires de l’édition contemporaine (IMEC) zugänglich.

## Preise und Ehrungen
- 1985: Prix du roman populiste für Les Carnets de Shérazade
- 1993: Prix Kateb Yacine für Le silence des rives[7]
- 13. Juli 2006: Mitglied Ehrenlegion im Rang eines Ritters[8]
- 2006: Ritter des Ordre des Arts et des Lettres[9]
- 2010: Mitglied des Verwaltungsrates der Maison de l’histoire de France[10]
- 14. April 2011: Offizier des Ordre national du Mérite[11]
- 2016: Offizier des Ordre des Arts et des Lettres[12]
- 30. November 2019: Kommandeur des Ordre national du Mérite[11]

## Veröffentlichungen (Auswahl)
Essays und Romane wurden ins Italienische, Englische und Niederländische übersetzt; Kurzgeschichten wurden ins Arabische, Deutsche, Englische, Katalanische, Italienische, Tschechische und Norwegische übersetzt. Auf Deutsch gibt es nur einige wenige Texte (eingerückt unter dem französischen Original):

### Essays
- On tue les petites filles. Stock, 1978.
  - Gewalt an kleinen Mädchen. Feministischer Buchverlag, Naumburg / Elbenberg 1980, ISBN 3-922229-04-2 (Aus dem Französischen übertragen von Helga Koletzky).
- Le Pédophile et la Maman (Der Pädophile und die Mutter). Stock, 1980.
- Mit Nancy Huston: Lettres parisiennes, Autopsie de l’exil Bernard Barrault, J’ai lu, Paris 1986, ISBN 2-290-05394-5.
- Dialogue avec Leïla Sebbar, traversières de Dominique Le Boucher (Dialog mit Leïla Sebbar, Traversale von Dominique Le Boucher). Mit Fotografien von Jacques Du Mont, Éditions Marsa, 2015.
- Marie Gautheron: L'orientalisme et les silences de la langue de mon père, l'arabe (Orientalismus und die Stille in der Sprache meines Vaters, dem Araber). In: L'Algérie de Gustave Guillaumet (1840-1887). Gourcuff Gradenigo, Montreuil 2018, S. 81–83.
- Christine Peltre: Un voyage désorienté (Eine orientierungslose Reise). In: Le voyage en Afrique du Nord, Images et mirages d'un tourisme (Die Reise nach Nordafrika, Bilder und Trugbilder des Tourismus) (1880-1931). Ed. Bleu autour, 2018, S. 7–9.

### Erzählungen und Anthologien
- La Négresse à l’enfant (Die Negerin mit dem Kind). Syros, 1989.
- Le Baiser (Der Kuss). Hachette, Paris 1997.
- Sept filles (Sieben Töchter). Thierry Magnier, 2003.
- Soldats (Soldaten). Seuil, 2004 (Erstausgabe: Éd. du Seuil, Paris  1999).
- Isabelle l’Algérien, Un portrait d’Isabelle Eberhardt (Isabelle, die Algerierin. Ein Porträt von Isabelle Eberhardt). Zeichnungen von Sébastien Pignon. Al Manar-Alain Gorius, 2005.
- L’Habit vert (Das grüne Kleid). Thierry Magnier, 2006.
- La Jeune Fille au balcon (Das Mädchen auf dem Balkon). Points Seuil, 2006 (Erstausgabe: Éd. du Seuil, Paris  1996).
  - Das verbotene Kleid. Aus dem Franz. von Sigrid Köppen. Altberliner, Berlin / München 1997, ISBN 978-3-357-00758-8.
- Le Peintre et son modèle (Der Maler und sein Modell). Al Manar-Alain Gorius, 2007.
- Métro. Éd. du Rocher, 2007.
- Le Ravin de la femme sauvage (Die Schlucht der wilden Frau). Thierry Magnier, 2007.
- Le Vagabond (Der Vagabund). Bleu autour, 2007.
- Louisa. Bleu autour, 2007.
- La Blanche et la Noire (Die Weiße und die Schwarze). Bleu autour, 2008.
- Noyant d’Allier. Bleu autour, 2008.
- Une femme à sa fenêtre (Eine Frau am Fenster). Zeichnungen von Sébastien Pignon. Al Manar, Neuilly 2010.
- mit Jean-Claude Gueneau, Nora Aceval: Aflou, Djebel amour. Bleu autour, 2010.
- Ecrivain public (Öffentlicher Schriftsteller). Bleu autour, 2012.
- Les Yeux verts (Die grünen Augen). In: Apulée. 2016, S. 171–173.
- La Maison bleue (Das blaue Haus). In: Étoiles d'encre. Nr. 67/68, 2016, S. 121–125.
- Sur la colline, Je ne parle pas la langue de mon père, L'arabe comme un chant secret (Auf dem Hügel, Ich spreche nicht die Sprache meines Vaters, Arabisch als geheimer Gesang). Aquarelle von Sébastien Pignon. Éd. Bleu autour, 2016.
- L'Orient est rouge (Der Osten ist rot). Éd. Elyzad, 2017.
- Sur une pierre du Vieux Ténès (Auf einem Stein in Vieux Ténès). In: Méditerranée. Nr. 580, 2017, S. 76–77.
- Le sommeil de la guerrière (Der Schlaf der Kriegerin). In: Apulée. 2018, S. 109–110.
- Vierge à l'enfant (Jungfrau mit Kind). In: Harfang. 2017, S. 38–42.
- Dans la chambre (Im Zimmer). Zeichnungen und Aquarelle von Sébastien Pignon. Bleu autour, 2019.
- La maison a sauté (Das Haus ist in die Luft geflogen). In: Harfang. Nr. 55, November 2019, S. 31–34.
- Leïla Sebbar & Isabelle Eberhard. Vorwort von Manon Paillot, Zeichnungen und Aquarelle von Sébastien Pignon. Bleu autour, 2021.
- De l'autre côté de la mer, c'est loin (Auf der anderen Seite des Meeres ist es weit weg). Vorwort von Sabrinelle Bédrane. Editions Chèvre-feuille étoilée, 2021.
- J'aime l'outre-mer (Ich liebe die Überseegebiete). Vorwort von Sabrinelle Bédrane. Éditions Traverse(s) Projectiles, 2023.

### Romane
- Fatima ou Les Algériennes au square (Fatima oder Die Algerierinnen auf dem Platz). Elyzad, Tunis 2015, ISBN 978-9973-58-024-5 (französisch, Erstausgabe: Stock, Paris  1981).
- Shérazade, 17 ans, brune, frisée, les yeux verts (Shérazade, 17 Jahre, brünett, lockig, grüne Augen). Bleu autour, Saint-Pourçain-sur-Sioule 2010, ISBN 978-2-35848-010-9 (Erstausgabe: Stock, 1982).
- Le Chinois vert d’Afrique (Der grüne Chinese aus Afrika). Folies d’encre, Montreuil 2002, ISBN 9973-58-088-5 (Erstausgabe: Stock, 1984).
- Parle mon fils, parle à ta mère (Sprich mein Sohn, sprich mit Deiner Mutter). Elyzad Poche, 2016, ISBN 978-9973-58-088-7 (Erstausgabe: Stock, 1984).
- Les Carnets de Shérazade (Sherazades Tagebücher). Stock, 1985, ISBN 2-234-01811-0.
- J. H. cherche âme-sœur (J. H. sucht eine Seelenverwandte). Stock, 1987, ISBN 2-234-02069-7.
- Le fou de Shérazade (Shérazades Verrückter). Stock, Paris 1991, ISBN 2-234-02275-4.
- Le silence des rives (Das Schweigen der Ufer). Elyzad, Tunis 2018, ISBN 978-2-234-02069-6 (Erstausgabe: Stock, Paris  1993).
- La Seine était rouge, Paris, octobre 1961 (Die Seine war rot, Paris, Oktober 1961). Éditions Thierry Magnier, Paris 2020, ISBN 978-2-84420-039-6 (Erstausgabe: Magnier, Paris  1999).
- Marguerite. Elyzad, Tunis 2014, ISBN 978-9973-58-071-9 (Erstausgabe: Folies d’encre, 2002).
- Les Femmes au bain (Frauen im Bad). Bleu autour, Saint-Pourçain-sur-Sioule 2009, ISBN 978-2-35848-006-2 (Erstausgabe:  2006).
- Mon cher fils (Lieber Sohn). Elyzad, Tunis 2012, ISBN 978-9973-58-015-3 (Erstausgabe:  2009).
- La Confession d’un fou (Bekenntnisse eines Verrückten). Bleu autour, Saint-Pourçain-sur-Sioule 2011, ISBN 978-2-35848-025-3.

### Reisetagebücher
- Mes Algéries en France (Meine Algerien in Frankreich). Reisetagebuch, Vorwort von Michelle Perrot. Bleu autour, 2004.
- Journal de mes Algéries en France (Tagebuch meiner Algerien in Frankreich). Bleu autour, 2005.
- Voyage en Algéries autour de ma chambre (Reise nach Algerien rund um mein Zimmer). Bleu autour, 2008.
- Le Pays de ma mère, voyage en Frances (Das Land meiner Mutter, Reise nach Frankreich). Bleu autour, 2013.

### Autobiografien
- L’arabe comme un chant secret (Arabisch als geheimer Gesang). 2. Auflage. Bleu autour, L’arabe comme un chant secret 2010, ISBN 978-2-35848-015-4 (Erstausgabe:  2007).[14]
- De l’enfant à la femme, une histoire de sang, variations (Vom Kind zur Frau, eine Geschichte des Blutes, Variationen). In: Étoiles d'encre. Nr. 59–60, Oktober 2014, S. 117–120.
- Je ne parle pas la langue de mon père. L'arabe comme un chant secret (Ich spreche die Sprache meines Vaters nicht. Arabisch als geheimer Gesang). Wiederauflage mit kritischen Kommentaren von Sébastien Pignon. Éditions Bleu autour, 2016.[6][15]
- Les femmes et les filles du peuple de mon père. L'Arabe imaginaire (Die Frauen und Mädchen von meines Vaters Volk. Der imaginäre Araber). In: Clio. Femmes, Genre, Histoire. Nr. 43, 2016, ISSN 1252-7017.
- mit anderen: Citoyennetés (Staatsbürgerschaften). In: Clio. Femmes, Genre, Histoire. Juni 2016, ISSN 1252-7017.
- Violence, Histoire, Fiction. Une mémoire contemporaine (Gewalt, Geschichte, Fiktion. Ein zeitgenössisches Gedächtnis). In: Mémoires en Jeu. Nr. 5, Dezember 2017, S. 89–90.
- Les filles de l'institutrice (Die Töchter der Lehrerin). In: Martine Mathieu-Job (Hrsg.): A l'école en Algérie 1930 à l'Indépendance. Éditions Bleu autour, 2018.
- Traduire l'Algérie de mon père (Das Algerien meines Vaters übersetzen). In: Apulée. Nr. 4, 2019, S. 81–82.
- Lettre à mon père (Brief an meinen Vater). Éditions Bleu autour, 2021.

### Chroniken
- J’étais dans le flou (Ich tappte im Dunkeln). In: Siècle 21, Littérature et société. Nr. 25, 2014, S. 63–66.
- Une histoire de combinaison, Passants du siècle (Eine Kombinationsgeschichte, Passanten des Jahrhunderts). In: Siècle 21, Littérature et société. Nr. 26, 2015, S. 118–119.
- Sous le viaduc, les Roms (Unter dem Viadukt, die Roma). Fortsetzung von September, Oktober, November 2015. In: Siècle 21, littérature et société. Nr. 28, 2016, S. 104–106.
- Mes révolutions (Meine Revolutionen). In: Etoiles d'encre. Nr. 71–72, 2017, S. 9–10.
- Mon père aurait aimé l'Algérie de Gustave Guillaumet (Mein Vater hätte das Algerien von Gustave Guillaumet geliebt). In: Revue A Littérature-Action. Nr. 3, 2018, S. 173–175.
- Algeria felix ou L'Algérie heureuse (Algeria felix oder Das glückliche Algerien). Fotografien von Mohamed Kacimi. In: Etoiles d'encre. Nr. 79–80, 2019, S. 11–16.
- C'est une fille de nos plateaux, chronique (Sie ist ein Mädchen aus unserem Hochland). In: Papier Machine. Nr. 9, 2019/2020, S. 76–78.

### Interviews
- Écrire sans (presque) prendre de risques (Schreiben (fast) ohne jedes Risiko). In: Le (beau) risque d'écrire (Das (schöne) Risiko des Schreibens). Literarische Interviews von Karin Schwerdtner. 2017, S. 123–136.[16]
- Interview mit Leïla Sebbar durch Sabrinelle Bédrane. In: L'Algérie, traversées, colloque de Cerisy, sous la direction de Ghyslain Levy, Catherine Mazauric et Anne Roche. éd. Hermann, Paris 2018, S. 321–334.
- Nouvelles étrangères dans ma langue française (Ausländische Nachrichten in meiner französischen Sprache). Interview mit Leïla Sebbar von Sabrinelle Bédrane. In: Le format court: Récits d'aujourd'hui. Classiques Garnier, 2019, ISSN 2494-8470, S. 255–262.
- Interview mit Leïla Sebbar von Marie Virolle. anläßlich der Veröffentlichung des Erzählbandes "Dans la chambre". In: Revue A litterature-Action. Band 5, 2019, S. 236–239.